# Radko Pavlovec (1962)
Radko Pavlovec (*1962 Nová Paka) působí v České republice jako Pověřenec země Horní Rakousko pro otázky jaderných zařízení (německy uváděný jako Anti-Atom-Beauftragter des Landes Oberösterreich - protiatomový pověřenec).
Radko Pavlovec je synem Radko Pavlovce, který byl řadu let politickým vězněm v Jáchymově. V roce 1978 rodina emigrovala do Rakouska. Tam vystudoval gymnázium a začal studovat technickou fyziku.
Od devadesátých let se angažuje v boji proti jaderným elektrárnám, spolupracoval s organizací Global 2000.
Od konce 90. let provozuje v Praze kancelář, která je sponzorována hornorakouskou vládou a bojuje proti provozu JE Temelín.